# Região Geográfica Imediata de Tangará da Serra

Localização da Região Imediata de Tangará da Serra no Estado de Mato Grosso.

A Região Geográfica Imediata de Tangará da Serra é uma das 18 regiões imediatas de  Mato Grosso, pertence a Região Intermediária de Cuiabá. Está divida em 8 municípios. Tem uma população de 247.704 habitantes segundo a estimativa do IBGE de 2018. E uma área territorial de 61.304,143 km². Esta é uma divisão regional não sendo uma divisão política.
A Região Geográfica Imediata de Tangará da Serra foi criada em  2017 pelo IBGE.

## Municípios
| Fonte | Código do Município | Município             | População 2017 | Área territorial km² |
| ----- | ------------------- | --------------------- | -------------- | -------------------- |
| [ 1 ] | 5101704             | Barra do Bugres       | 34.619         | 5.984,941            |
| [ 2 ] | 5101902             | Brasnorte             | 19.248         | 15.959,135           |
| [ 3 ] | 5102637             | Campo Novo do Parecis | 34.558         | 9.434,425            |
| [ 4 ] | 5103452             | Denise                | 9.377          | 1.278,502            |
| [ 5 ] | 5106232             | Nova Olímpia          | 20.034         | 1.367,743            |
| [ 6 ] | 5106851             | Porto Estrela         | 3.050          | 2.057,327            |
| [ 7 ] | 5107875             | Sapezal               | 25.054         | 13.624,368           |
| [ 8 ] | 5107958             | Tangará da Serra      | 101.764        | 11.597,702           |
|       |                     | TOTAL                 | 247.704        | 61.304,143           |

## Municípios por população
| Pos. | Município             | População |
| ---- | --------------------- | --------- |
| 1    | Tangará da Serra      | 101.764   |
| 2    | Barra do Bugres       | 34.619    |
| 3    | Campo Novo do Parecis | 34.558    |
| 4    | Sapezal               | 25.054    |
| 5    | Nova Olímpia          | 20.034    |
| 6    | Brasnorte             | 19.248    |
| 7    | Denise                | 8.523     |
| 8    | Porto Estrela         | 3.050     |